# Villechien
Villechien foi uma comuna francesa na região administrativa da Normandia, no departamento Mancha. Estendia-se por uma área de 10,9 km². Em 2010 a comuna tinha 192 habitantes (densidade: 17,6 hab./km²).
Em 1 de janeiro de 2016, passou a formar parte da nova comuna de Mortain-Bocage.